# Phytodietus obscurus
Phytodietus obscurus är en stekelart som först beskrevs av Julius Theodor Christian Ratzeburg 1852.  I den svenska databasen Dyntaxa används istället namnet Phytodietus rufipes. Phytodietus obscurus ingår i släktet Phytodietus och familjen brokparasitsteklar. Arten är reproducerande i Sverige. Utöver nominatformen finns också underarten P. o. pulcherrimus.